# Microtis (orquídea)
Microtis é um género botânico pertencente à família das orquídeas (Orchidaceae).

## Espécies
1. Microtis alba R.Br., Prodr.: 321 (1810).
2. Microtis angusii D.L.Jones, Orchadian 12: 10 (1996).
3. Microtis arenaria Lindl., Gen. Sp. Orchid. Pl.: 396 (1840).
4. Microtis atrata Lindl., Sketch Veg. Swan R.: 54 (1840).
5. Microtis brownii Rchb.f., Beitr. Syst. Pflanzenk.: 24 (1871).
6. Microtis cupularis (D.L.Jones & G.Brockman) A.P.Br., Nuytsia 16: 473 (2007).
7. Microtis densiflora (Benth.) M.A.Clem., Austral. Orchid Res. 1: 94 (1989).
8. Microtis eremaea R.J.Bates, J. Adelaide Bot. Gard. 17: 119 (1996).
9. Microtis familiaris R.J.Bates, J. Adelaide Bot. Gard. 13: 50 (1990).
10. Microtis globula R.J.Bates, J. Adelaide Bot. Gard. 7: 60 (1984).
11. Microtis graniticola R.J.Bates, J. Adelaide Bot. Gard. 17: 120 (1996).
12. Microtis media R.Br., Prodr.: 321 (1810).
13. Microtis oblonga R.S.Rogers, Trans. & Proc. Roy. Soc. South Australia 47: 339 (1923).
14. Microtis oligantha L.B.Moore, New Zealand J. Bot. 6: 473 (1968).
15. Microtis orbicularis R.S.Rogers, Trans. & Proc. Rep. Roy. Soc. South Australia 31: 63 (1907).
16. Microtis parviflora R.Br., Prodr.: 321 (1810).
17. Microtis pulchella R.Br., Prodr.: 321 (1810).
18. Microtis rara R.Br., Prodr.: 321 (1810).
19. Microtis unifolia (G. Forst.) Rchb.f., Beitr. Syst. Pflanzenk.: 62 (1871).